# Partido Unificado Mariateguista
El Partido Unificado Mariateguista (PUM) fue un partido político peruano que tuvo su origen en 1983 por la formación de la Unidad Mariateguista que fue el resultado de la confluencia de diversos partidos revolucionarios provenientes de la nueva izquierda (Vanguardia Revolucionaria, Partido Comunista Revolucionario, Movimiento de Izquierda Revolucionaria (MIR)), que en su primero congreso de 1984 tomó como nombre Partido Unificado Mariateguista (PUM), que fue el partido mariateguista más grande dentro del frente de Izquierda Unida que albergaba a las fuerzas de izquierda peruanas. Se disolvió en 1996.

## Miembros notables
- Ricardo Letts Colmenares
- Agustín Haya de la Torre
- Óscar Dancourt Masías
- Enrique Castilla Linares
- Nicolás Lynch Gamero
- Carlos Iván Degregori
- Javier Diez Canseco
- Aída García-Naranjo
- María Elena Moyano
- Carlos Tapia García
- Julio Castro Gómez
- Santiago Pedraglio
- Eriberto Arroyo
- Carlos Malpica
- Wilbert Rozas
- Óscar Ugarte
- Carlos Rivera